# Ernstit
Ernstit ist ein sehr selten vorkommendes Mineral aus der Mineralklasse der „Phosphate, Arsenate und Vanadate“ mit der chemischen Zusammensetzung (Mn2+,Fe3+)Al[(OH,O)2|PO4] und damit chemisch gesehen ein Mangan-Eisen-Aluminium-Phosphat mit zusätzlichen Sauerstoff- oder Hydroxidionen. Die in den runden Klammern angegebenen Elemente Mangan und Eisen können sich in der Formel jeweils gegenseitig vertreten (Substitution, Diadochie), stehen jedoch immer im selben Mengenverhältnis zu den anderen Bestandteilen des Minerals.
Ernstit kristallisiert im monoklinen Kristallsystem und entwickelt kleine, prismatische Kristalle bis etwa 15 Millimeter Größe von gelblichbrauner Farbe, die in radialstrahligen Mineral-Aggregaten angeordnet sind. Bekannt sind auch Pseudomorphosen von Ernstit nach Childrenit.

## Etymologie und Geschichte
Erstmals entdeckt wurde Ernstit nahe der Farm Davib-Ost in der Gemeinde Karibib (Region Erongo) in Namibia und beschrieben 1970 durch Erich Seeliger und Arno Mücke (* 1937), die das Mineral nach dem deutschen Mineralogen Theodor Ernst benannten.
Das Typmaterial (Holotyp) des Minerals wird im Institut für Mineralogie und Kristallographie an der Technischen Universität Berlin unter der Sammlungs-Nr. 92/53 (etwa 13 mm langes Kristallaggregat als krustiger Überzug auf Apatit) aufbewahrt. Ein weiteres Stück ist im National Museum of Natural History in Washington, D.C. in den USA unter der Katalog-Nr. 145620 deponiert.

## Klassifikation
In der veralteten 8. Auflage der Mineralsystematik nach Strunz ist der Ernstit noch nicht verzeichnet. Einzig im zuletzt 2018 überarbeiteten und aktualisierten Lapis-Mineralienverzeichnis nach Stefan Weiß, das sich aus Rücksicht auf private Sammler und institutionelle Sammlungen noch nach dieser klassischen Systematik von Karl Hugo Strunz richtet, erhielt das Mineral die System- und Mineral-Nr. VII/D.14-30. In der „Lapis-Systematik“ entspricht dies der Klasse der „Phosphate, Arsenate und Vanadate“ und dort der Abteilung „Wasserhaltige Phosphate, mit fremden Anionen“, wo Ernstit zusammen mit Childrenit und Eosphorit eine eigenständige, aber unbenannte Gruppe bildet.
Die seit 2001 gültige und von der International Mineralogical Association (IMA) zuletzt 2009 aktualisierte 9. Auflage der Strunz’schen Mineralsystematik ordnet den Ernstit ebenfalls in die Abteilung der „Phosphate usw. mit zusätzlichen Anionen; mit H2O“ ein. Diese ist allerdings präziser unterteilt nach der relativen Größe der beteiligten Kationen und dem Verhältnis zwischen den weiteren Anionen (OH usw.) und dem Phosphat-, Arsenat- bzw. Vanadatkomplex (RO4), so dass das Mineral entsprechend seiner Zusammensetzung in der Unterabteilung „Mit ausschließlich mittelgroßen Kationen; (OH usw.) : RO4 = 2 : 1“ zu finden ist, wo es ebenfalls zusammen mit Childrenit und Eosphorit die „Childrenitgruppe“ mit der System-Nr. 8.DD.20 bildet.
Auch die Systematik der Minerale nach Dana ordnet den Ernstit in die Klasse der „Phosphate, Arsenate und Vanadate“ und dort in die Abteilung der „Wasserhaltigen Phosphate etc., mit Hydroxyl oder Halogen“. Hier ist er zusammen mit Childrenit, Eosphorit und Sinkankasit in der „Childrenitgruppe“ mit der System-Nr. 42.07.01 innerhalb der Unterabteilung der „Wasserhaltigen Phosphate etc., mit Hydroxyl oder Halogen und der allgemeinen Zusammensetzung (AB)5(XO4)3Zq • x(H2O)“ zu finden.

## Kristallstruktur
Ernstit kristallisiert monoklin in der Raumgruppe Aa (Raumgruppen-Nr. 9, Stellung 4) oder A2/a (Nr. 15, Stellung 2) mit den Gitterparametern a = 13,32 Å; b = 10,50 Å; c = 6,97 Å und β = 90,4° sowie 8 Formeleinheiten pro Elementarzelle.

## Bildung und Fundorte
Ernstit bildet sich durch Oxidation aus Eosphorit und findet sich daher meist vergesellschaftet mit diesem in Granit-Pegmatiten.
Als seltene Mineralbildung konnte Ernstit nur an wenigen Fundorten nachgewiesen werden, wobei bisher (Stand: 2013) rund 10 Fundorte als bekannt gelten. Neben seiner Typlokalität Farm Davib-Ost in Namibia sind dies unter anderem noch der Steinbruch „St. John's“ bei Kapunda in Australien, das Schürfgebiet „Boa Esperança“ nahe Linópolis in der brasilianischen Gemeinde Divino das Laranjeiras (Minas Gerais), der Big Fish River nahe Dawson im Territorium Yukon in Kanada, Eräjärvi/Orivesi in Finnland sowie der Tagebau „White Cap“ nahe Keystone im US-Bundesstaat South Dakota.